# Gacko
Gacko (v srbské cyrilici Гацко) je město v jižní části Bosny a Hercegoviny. Geograficky se nachází v Hercegovině, u hranice s Černou Horou. Administrativně je součástí Republiky srbské. Je rovněž i sídlem vlastní opštiny. V roce 2013 zde dle sčítání lidu v Bosně a Hercegovině žilo 5784 obyvatel.
Město se nachází severně od úrodného Gacského polje, v regionu tzv. Staré Hercegoviny. V jeho severovýchodním cípu se nachází povrchový uhelný důl a tepelná elektrárna. Ta zaměstnává okolo poloviny obyvatel města. Severně od města se v kopcích nachází vodní elelktrárna Klinje.
V blízkosti města se nacházejí ruiny středověkého hradu Ključ. V samotném městě se nachází tři památkově chráněné mešity a kostel sv. Nikoly.

## Historie
Oblast dnešního města byla osídlena již dávno v minulosti. Místní krasové pole neslo v dobách Římské říše název Melkumane a odehrávaly se zde střety mezi Ilyry a Římany v letech 33-35 př. n. l. Římané svá osídlení zbudovali v místech nedalekých vesnic Gračanica a Kazanci. Samotné město Gacko je poprvé zmíněno v Letopisu popa Dukljanina z roku 1150. Zdroje původem z republiky Dubrovník zmiňují Gacko poprvé k roku 1278. Město bylo součástí nejprve středověkého srbského státu, později Bosenského království a v roce 1465 se stalo součástí Osmanské říše. Pod tureckou nadvládou bylo součástí nejprve Bosenského sandžaku a od roku 1480 potom Hercegovinského sandžaku.
Častá byla povstání proti Turkům. K prvnímu došlo v roce 1597. V druhé polovině 19. století zde vypuklo opět povstání. Později se místní připojili k Hercegovskému povstání v roce 1875, i v roce 1882.
Od roku 1878 Rakousko-Uherska, od roku 1918 Jugoslávie. Za druhé světové války bojovalo na různých stranách z Gacka okolo 1500 lidí, okolo čtyř set v bojích padlo. Součástí moderní Bosny a Hercegoviny je od roku 1992, kdy bývalá republika SFRJ vyhlásila nezávislost.

## Doprava
Gacko se již v historii nacházelo na křižovatce dvou dopravních tahů, směřovaly z něj čtyři hlavní cesty. V současné době z města vedou silnice do měst Nevesinje (na severozápad), Bileća (na jih), Nikšić (na jihovýchod, do Černé Hory) a na sever do Foči a Sarajeva.
Město nemá železniční spojení.

## Sport
V roce 1970 byl zřízen současný fotbalový tým FK Mladost, který v dobách existence socialistické Jugoslávie působil v regionální lize (4. liga) a největší úspěch, kterého dosáhl, byl vstup do Republikové ligy Socialistické republiky Bosny a Hercegoviny. Po válce v BiH v 90. letech klub nastoupil do 1. ligy Republiky srbské.
Od roku 1996 působil v Gacku rovněž basketbalový tým Mladost Gacko, který vyhrál pohár Republiky srbské, v roce 2005 tým zanikl. V současné době zde působí v tomto sportu tým OKK Gacko.